# メロディ (中島愛の曲)
「メロディ」は、中島愛の楽曲。中島の4枚目のシングルとして2010年11月24日にflying DOGから発売された。

## 概要
前作「ジェリーフィッシュの告白」から約11ヶ月ぶりのリリースとなる2010年唯一のシングル。表題曲「メロディ」は、ストリングス・アレンジを施した輝きにあふれる楽曲で、OVA『たまゆら』第1巻及びテレビ先行放送版第1話 - 第3話のエンディングテーマに起用された。
2曲目の「夏鳥」は、OV第2巻及びテレビ先行放送版第4話エンディングテーマに、3曲目の「ナイショのはなし」は、OVA『たまゆら』第2巻Aパート及びテレビ先行放送版第3話挿入歌にそれぞれ使用された。そのため、このCDは全曲『たまゆら』に纏わる曲で構成されている。これは次作「神様のいたずら」と同様である。

## 収録曲
1. メロディ [5:39]
作詞・作曲・編曲：北川勝利、ストリングス編曲：長谷泰宏
  - OVA『たまゆら』パッケージ版第1巻、及びテレビ先行放送版第1話-第3話エンディングテーマ
2. 夏鳥 [5:33]
作詞・作曲：杉森舞、編曲：清水信之
  - OVA『たまゆら』パッケージ版第2巻、及びテレビ先行放送版第4話エンディングテーマ
3. ナイショのはなし [4:19]
作詞：中島愛・西直紀、作曲・編曲：窪田ミナ
  - OVA『たまゆら』第2巻Aパート、及びテレビ先行放送版第3話挿入歌
4. メロディ -without megumi- 
作曲・編曲：北川勝利、ストリングス編曲：長谷泰宏
5. 夏鳥 -without megumi- 
作曲：杉森舞、編曲：清水信之
  - OVA『たまゆら』第2巻及びテレビ先行放送版第4話エンディングテーマ
6. ナイショのはなし -without megumi- 
作曲・編曲：窪田ミナ
  - OVA『たまゆら』パッケージ版第2巻Aパート、及びテレビ先行放送版第3話挿入歌